# Ольга Вюртембергская
Ольга Александрина Мария, герцогиня Вюртембергская (нем. Olga Alexandrine Marie von Württemberg, 1 марта 1876 — 21 октября 1932) — герцогиня Вюртембергская, в браке принцесса Шаумбург-Липпская.

## Жизнь
Ольга родилась в семье герцога Вюртембергского Евгения и его супруги великой княжны Веры Константиновны. У неё была сестра-близнец Эльза. По матери Ольга была внучкой великого князя Константина Николаевича и великой княгини Александры Иосифовны. Таким образом, она была правнучкой императора Николая I. Тёткой Ольги была греческая королева Ольга. Как и сестра Эльза, по линии отца, чья мать была троюродной сестрой нидерландской королевы Эммы, имела хорошие семейные связи с голландской королевской семьёй. В 1877 году, когда Ольге не было ещё и двух лет, умер её отец.

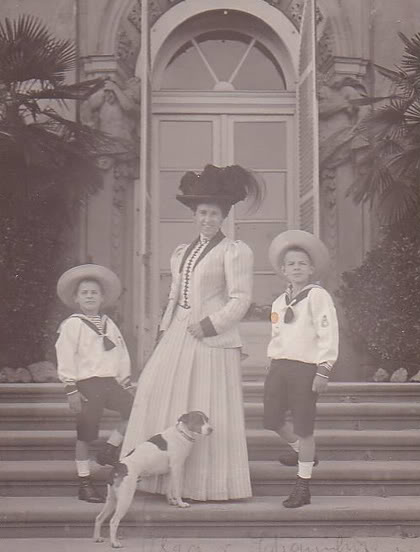
Ольга вместе с сыновьями: Альбрехтом (правее) и Ойгеном.

Одним из претендентов на руку молодой принцессы был принц Максимилиан Баденский, последний канцлер Германии. Но в итоге он женился на Марии Луизе Ганноверской. В марте 1898 года появились слухи о браке принцессы с шведским принцем Евгением, младшим сыном короля Оскара II, но брак не состоялся большой степенью из-за не желания Евгения вступать в него. Он так и остался холостым, но стал известным шведским художником.

## Брак и дети
3 ноября 1898 года в Штутгарте Ольга вышла замуж за принца Максимилиана Шаумбург-Липпского. Принц был братом мужа Эльзы, сестры Ольги. Их родителями были принц Вильгельм Шаумбург-Липпский и Батильда Ангальт-Дессауская. Брак продлился шесть лет. В 1904 году её супруг умер.
В браке родилось трое детей:
- Ойген (1899—1929) — погиб в авиакатастрофе, женат не был, детей не оставил;
- Альбрехт (1900—1984) — женился на баронессе Вальбурге Хиршеберг, брак бездетный, от баронессы Мари-Габриэль фон Пфеттен-Арнбах у него есть дочь Андреа Шаумбург-Липпе (род. 19 сентября 1960 г.);
- Бернард (1902—1903) — умер во младенчестве.

## Награды
В царствование российского императора Николая II пожалована большим крестом ордена Святой Екатерины.